# École supérieure des sciences commerciales d'Angers
École supérieure des sciences commerciales d'Angers (ESSCA) je europska poslovna škola s razvedenim kampusom smještenim u Angersu, Boulogne-Billancourtu, Choletu, Lyonu, Bordeauxu, Aix-en-Provenceu, Budimpeštau i Šangaju. Osnovana 1909.
ESSCA je Financial Times 2019. rangirao na 76. mjesto među europskim poslovnim školama.
Svi programi imaju trostruku akreditaciju međunarodnih udruga AMBA, EQUIS, i AACSB. Škola ima istaknute apsolvente u poslovnom svijetu i u politici, kao što su primjerice Louis le Duff (CEO groupe Le Duff) i Dominique Schelcher (CEO Système U).

## Vanjske poveznice
- Službena stranica